# Демократичні ліві (Греція)
Демократичні ліві (грец. Δημοκρατική Αριστερά) — політична партія в Греції лівої орієнтації.

## Заснування
Заснована 2010 року грецьком правником, колишнім міністром юстиції Греції Фотісом Кувелісом разом із кількома іншими членами партії Сінаспізмос, що попередньо сформували окреме партійне крило. Невдовзі до засновників Фотіса Кувеліса, Танасіса Левентіса, Нікоса Цукаліса, Йоргоса Псаріноса приєдналось 550 нових членів партії.

## Основні принципи
- Демократичний соціалізм
- Лівий європеїзм
- Стратегії реформ
- Екологічна освіта

## Результати на виборах
| Рік  | Тип виборів        | Кількість голосів | %    | Кількість місць |
| ---- | ------------------ | ----------------- | ---- | --------------- |
| 2012 | Грецький парламент | 382 650           | 6.1% | 19              |